# Банська Бистриця в історії гірництва
Банська Бистриця в історії гірництва
Банська Бистриця (Нейзоль) — у Середньовіччі — славетний осередок видобутку руд срібла та міді в Центральній Словаччині. Особливістю родовища була наявність у мідній руді високого вмісту срібла. До XV ст. Бистрицькі рудники незначно виділялися серед інших гірничих осередків. 1475 р. король Угорщини Матіаш Корвін передав права на розробку декількох угорських рудних родовищ шляхтичу Йоганну Турзо. Це був найбільш відомий гірничий інженер свого часу, винахідник машин для водовідливу та кінних рушіїв для них і шахтного підйому (деякі його машини зображені в знаменитій книзі «De Re Metallica» Ґеоргіуса Агріколи). Великою заслугою Турзо був винахід (за іншими даними — лише вдосконалення) технології вилучення попутного срібла з мідних руд, що ґрунтувалась на додаванні свинцю в шихту мідного витопу з подальшим виділенням срібла зі свинцево-срібного розплаву. Утворення спільної гірничої компанії між Турзо і фінансово-промисловим домом Фуггерів дозволило зосередити на рудниках Банської Бистриці значні ресурси, що привело до стрімкого розвою місцевого гірництва.
Оскільки вивозити срібло з Угорщини було заборонено, а експорт мідної руди не підлягав жодним обмеженням, Якоб Фуггер і Йоганн Турзо заснували три потужні мідеплавильні підприємства в Польщі, Австрії та Німеччині, які переробляли руди з Банської Бистриці і альпійських рудників Фуггерів з метою отримання срібла та міді. Ці металургійні підприємства розташовувались у селищі Могила (під Краковом), у Філласі (Каринтія) та Хоенкірхені (Тюрингія). «Каравани» з багатою на срібло мідною рудою відправлялися з Банської Бистриці тричі на рік. Зазвичай використовували до 220 возів, кожен із яких тягли четверо коней, які перевозили близько 1100 т збагаченої руди на відстань до 1600 км (в разі постачання в Хоенкірхен). Розвиток міжнародних відносин у гірництві та металургії значним чином сприяв утворенню потужних промислових об'єднань, капіталізації економіки Європи.